# Kerkhof van Norrent-Fontes
Het Kerkhof van Norrent-Fontes is een gemeentelijke begraafplaats gelegen in het Franse dorp Norrent-Fontes (Pas-de-Calais). De begraafplaats ligt in het dorpscentrum rond de Église Saint-Vaast en is omringd door een bakstenen muur. In de kerk staat een eikenhouten piëta met een wit marmeren tablet waarop de namen van gesneuvelde dorpsgenoten uit de Eerste Wereldoorlog vermeld staan.

## Brits oorloggraf
Aan de noordelijke zijde van de kerk ligt het graf van de Britse schutter Idris Hughes. Hij sneuvelde op 23 maart 1915. Zijn graf wordt door de gemeente onderhouden en staat bij de Commonwealth War Graves Commission onder Norrent-Fontes Churchyard geregistreerd.